# Bitwa pod Satalą (530)
Bitwa pod Satalą – starcie zbrojne, które miało miejsce w 530 roku w czasie wojny iberyjskiej, w pobliżu Satali, leżącej na terenie bizantyjskiej Armenii. Było to starcie między siłami Cesarstwa wschodniorzymskiego i Persji rządzonej przez Sasanidów. Persowie oblegli miasto i w czasie oblężenia zostali zaatakowani z zewnątrz przez niewielkie siły bizantyjskie. Gdy wojska Sasanidów skupiły się na walce z podjazdami, zostały zaatakowane przez główną armię, stacjonującą w mieście. W trakcie bitwy jeden z oddziałów rzymskich uderzył na pozycje zajmowane przez generała Mir-Miroe i zdobył jego sztandar, co spowodowało paniczną ucieczkę pozostałych sił perskich.

## Tło
Wiosną 530 roku perska ofensywa w Mezopotamii zakończyła się klęską w bitwie pod Darą. W tym samym czasie udało im się jednak poczynić postępy na Kaukazie, gdzie podporządkowali sobie Iberię i podbijali Lazykę. Szach Kawad postanowił wzmocnić siły perskie w tym rejonie i wysłał armię pod dowództwem Mir-Miroe do tej części Armenii, która znajdowała się pod bizantyjską kontrolą.
Wojska Mir-Miroe rozpoczęły oblężenie przygranicznej fortecy, Teodozjopolis. Według Prokopiusza siły te składały się głównie z Persów i Sabirów. Na wieść o poczynaniach Sasanidów Sittas, jeden z rzymskich dowódców, świeżo mianowany magistrem militium praesentalis i Doroteusz, pełniący obowiązki magistra militium per Armeniam, wysłali szpiegów aby ci śledzili Mir-Miroe. Jeden z nich został pojmany, ale drugiemu udało się wrócić i przekazać informacje o ruchach i rozmieszczeniu sił perskich. Pozwoliło to Rzymianom dokonać niespodziewanego ataku, który zaskoczył Persów i zmusił ich do porzucenia obozu pod Teodozjopolis.

## Bitwa
Po przeorganizowaniu swoich wojsk Mir-Miroe ponownie przekroczył granicę, mijając tym razem Teodozjopolis. Stanął pod Satalą, gdzie rozbił obóz i rozpoczął oblężenie. Wojska bizantyjskie na czele których stał Doroteusz były zdaniem Prokopiusza o wiele mniej liczne i na razie nie atakowały Persów. Poza obwarowaniami Satali znajdował się Sittas, który obozował na wzgórzach nieopodal miasta. Dzień po założeniu obozu Persowie okrążyli miasto szykując się do szturmu. W tym właśnie momencie Sittas zaatakował z ukrycia, każąc przy tym swoim żołnierzom aby wzbijali jak najwięcej kurzu, co miało wywołać u Persów wrażenie, że atakują ich główne siły rzymskie. Podstęp udał się i większość armii Mir-Miroe zaatakowała Sittasa odstępując od miasta, z którego po chwili zaatakował Doroteusz. Mimo złej sytuacji taktycznej Persowie odpierali ataki, być może dzięki swojej przewadze liczebnej. Wtedy jednak jeden z bizantyjskich dowódców, Florentiusz Trak poprowadził szarżę na pozycje zajmowane przez Mir-Miroe. Szarża, mimo śmierci Florentiusza, zakończyła się sukcesem i Rzymianom udało się zdobyć sztandar wrogiego generała, co wywołało dezorientację, a następnie panikę wśród szeregowych dowódców i zaowocowało totalnym rozbiciem wojsk perskich, które w nieładzie zaczęły uciekać z pola bitwy.

## Następstwa
Następnego dnia ocalali Persowie ruszyli do Persarmenii, nie niepokojeni przez Bizantyjczyków, usatysfakcjonowanych pokonaniem znacznie liczniejszej armii.
Zwycięstwo pod Satalą było olbrzymim sukcesem dla Cesarstwa i spowodowało przejście wielu ormiańskich władców z Persarmenii na stronę Rzymian, było tak na przykład z braćmi Narsesem, Aratiuszem i Izaakiem. Bizancjum udało się również przejąć wiele ważnych twierdz takich jak Bolum czy Farangium. Bitwa wzmacniała również pozycję Bizancjum w toczących się negocjacjach, które jednak zawieszono, co spowodowało kontynuowanie wojny wiosną 531 roku i doprowadziło do kampanii, w czasie której doszło do bitwy pod Callinicum.